# Dendronephthya robusta
Dendronephthya robusta is een zachte koraalsoort uit de familie Nephtheidae. De koraalsoort komt uit het geslacht Dendronephthya. Dendronephthya robusta werd in 1895 voor het eerst wetenschappelijk beschreven door Kükenthal. 